# 花帽
花帽是一种多为针织而成的帽子，上面有各种花纹，或配有羽毛、亮片等装饰物。阿拉伯、回、维吾尔、烏兹别克族、哈萨克等各族穆斯林均有佩戴花帽的习惯，并以不同的式样作为其民族标识。维吾尔族的花帽称为“朵帕”。在二十世纪四十年代和五十年代期间，花帽曾广泛流行于全苏联各信奉伊斯蘭教的民族儿童当中。